# Strážce plamene
Strážce plamene je album z roku 2006. Autory všech skladeb jsou Petr Hapka a Michal Horáček. Písně z alba zpívá několik českých interpretů.

## Seznam skladeb
| Pořadí         | Název                             | Délka |
| -------------- | --------------------------------- | ----- |
| 1.             | První noc v novém bytě            | 4:15  |
| 2.             | Otevřete okno, aby duše mohla ven | 3:45  |
| 3.             | Kdo by se díval nazpátek          | 3:08  |
| 4.             | Strážce plamene                   | 4:06  |
| 5.             | Vidoucí, ale neviděná             | 3:57  |
| 6.             | Neodolatelná                      | 3:35  |
| 7.             | Na hotelu v Olomouci              | 3:55  |
| 8.             | Díkůvzdání                        | 5:11  |
| 9.             | Sněžná sova                       | 4:21  |
| 10.            | Nemůžeš usnout                    | 2:53  |
| 11.            | Hlava kance                       | 3:33  |
| Celková délka: | Celková délka:                    | 42:39 |

## Hudební aranžmá
Autory všech skladeb na albu jsou Petr Hapka a Michal Horáček.
1. První noc v novém bytě (zpívají Jana Kirschner & Jaromír Nohavica)
2. Otevřete okno, aby duše mohla ven (zpívá Daniel Landa)
3. Kdo by se díval nazpátek (zpívá Hana Hegerová)
4. Strážce plamene (zpívá František Segrado)
5. Vidoucí, ale neviděná (zpívá Jana Kirschner)
6. Neodolatelná (zpívá Jaromír Nohavica)
7. Na hotelu v Olomouci (zpívá Szidi Tóbias)
8. Díkůvzdání (zpívá Daniel Landa)
9. Sněžná sova (zpívá Jana Kirschner)
10. Nemůžeš usnout (zpívá Petr Hapka)
11. Hlava kance (zpívá František Segrado)